# フリープラス
株式会社フリープラス（英：FREEPLUS Inc.）は、大阪府大阪市北区に本社を置く、訪日関連事業に特化した日本の企業。

## 概要
創業者で現在の代表取締役社長は、須田健太郎。
「世界でもっとも素敵なメンバーが、世界中の素敵なお客様に、人生に残る思い出をプレゼントする。」を企業理念とし、「日本の観光立国を成し遂げ、日本のファンを世界に広げ、日本の元気の原動力となる。」を会社の使命として掲げ、訪日観光関連事業に特化した事業を行うベンチャー企業。訪日関連事業における垂直統合を戦略としている。
内定通知書を代表取締役が内定者へ直接手渡しを行ったり、未開拓の海外地域の新規開拓を任せるアドベンチャー採用制度などの採用を行なっている。
2013年4月に単月売上高1億円を、2014年には単月売上高3億円と過去最高益を記録。
2015年3月期の売上高は約18億、2016年3月期の売上高は約38億に拡大し、現在アジアを中心に31か国から累計約31万人の訪日旅行客を受け入れており、ドバイやアブダビなど中東地域や欧米、オセアニアの開拓も始めている。
2015年4月から訪日観光客へのインタビューやアンケートを代行する調査ビジネスを開始。同年7月には、東南アジアなどから訪れる外国人観光客と日本人が同乗できるバスツアーGLOBALimo（グローバリモ）サービスを開始。
2016年度版「働きがいのある会社ランキング」、従業員25-99人の小規模部門で22位にランクイン。
2016年5月には、「世の中に ”盛られていない” 情報をお届けしたい」という思いから、インバウンドに関するリアルな情報を提供する「INBOUND RESEARCH.jp」の運営を開始。同年7月からは、地方活性化を推進するために従来の「JAPAN TIMELINE」に加え、ファムトリップの誘致、海外セールスの同行及びセッティング、ルート造成などを手がける地方創生本部を立ち上げる。同年10月には、アジア9か国のインフルエンサーが口コミを配信するサービス「All Asia KOL」の提供も開始。
2017年4月には、大阪市西成区にインバウンドに特化したホテル「FP HOTELS 難波南」をオープンし、宿泊事業に参入。2018年10月には2棟目（大阪）、2019年2月には3棟目（福岡）をオープンする予定で、その後、日本全国での展開も計画中。
2017年12月には、VRを製作する企業や国際チャーター便を手配する企業と資本・業務提携を結び、従来のランドオペレーター業の枠に収まらない事業領域の拡大を図っている。
2018年2月には、Peach Aviation 株式会社 から6億円の出資受入を実施し、C2C型の旅予約サイト「COTABI」事業に参画することを発表した。
2018年度版「働きがいのある会社ランキング」、従業員100-999人の中規模部門で32位にランクイン。
Financial Times社, Statista社 が選ぶ アジア急成長企業1,000社に選定。
2019年6月、ティール組織を導入。

## 沿革
- 2007年（平成19年）
  - 6月 - 株式会社フリープラス設立。
  - 7月 - ITアウトソーシングサービス開始。
- 2008年（平成20年）11月 - 日本の職人が作るオーダーメイド革靴"AKIZUMI"オンラインストアオープン。
- 2009年（平成21年）
  - 2月 - SEO（検索エンジン最適化）サービス開始。
  - 10月 - 株式会社エヌ・ケイ・クリエイトよりSEO事業を営業譲受。
- 2010年（平成22年）
  - 9月 - 上海に"上海日景商务信息咨询有限公司"を設立。
  - 10月 - 訪日旅行事業開始[9]。
- 2011年（平成23年）5月 - 国際合作旅行社有限公司上海分公司との訪日旅行事業における業務提携。
- 2013年（平成25年）4月 - インドネシアのジャカルタに FREEPLUS Indonesia 開設。
- 2014年（平成26年）4月 - 海外の旅行会社向け訪日観光情報ポータルサイト「JAPAN TIMELINE」の提供を開始[10]。
- 2015年（平成27年）
  - 4月 - 訪日観光客へのインタビューやアンケートを代行する調査ビジネスを開始[4]。
  - 6月 - 訪日外国人観光客のバスツアーに日本人が同乗できるサービスGLOBALimo（グローバリモ）を開始[5]。
  - 12月 - 海外の富裕層向けオーダーメード訪日旅行を提供するサービスGUIDEST（ガイデスト）をリリース[11]。
- 2016年（平成28年）
  - 3月 - 訪日団体観光客向け飲食店即時予約プラットフォームJAPARESをリリース[12]。
  - 5月 - インバウンドに関する様々な情報をお届けするサイト " INBOUND RESEARCH .jp " を公開。
  - 7月 - 地方に訪日外国人誘致を支援する 地方創生本部を設置。
  - 10月 - アジア9か国のインフルエンサーが口コミを配信するサービス " All Asia KOL " の提供を開始。
- 2017年（平成29年）
  - 4月 - 大阪市西成区にインバウンドに特化したホテル、 FP HOTELS 難波南 をオープン。
  - 9月 - 北海道支社を開設。
  - 12月 - VR 制作、VR 体験をプロデュースする floor vr に出資。
  - 12月 - 国際チャーター便手配専門会社 ステラジャパンの子会社化に向けた出資を実施し、経営に参画。
- 2018年（平成30年）
  - 2月 - Peach Aviation 株式会社 から6億円の出資受入を実施。
  - 10月 - FP HOTELS Grand 難波南 をオープン。
  - 12月 - FP HOTELS 福岡博多キャナルシティ前 をオープン。
- 2019年（令和元年）
  - 6月 - ティール組織の導入。

## 受賞歴
- 2013年（平成25年） - 2013年度インデペンデンツクラブ大賞 最優秀賞[13](主催：株式会社インディペンデンツクラブ)
- 2014年（平成26年） - EY Entrepreneur Of The Year Japan Challenging Spirit 部門ファイナリスト[14]（主催：Ernst&Young）
- 2016年（平成28年） - ニッポン新事業創出大賞 グローバル部門 優秀賞 [15]（主催：公益社団法人日本ニュービジネス協議会連合会）
- 2017年（平成29年） - はばたく中小企業・小規模事業者300社に選定（主催：中小企業庁）
- 2018年（平成30年） - アジア急成長企業1,000社に選出され154位にランクイン。日本全体では25位, Travel & Leisure セクターで7位, 日本に限定したTravel & Leisure セクターで2位 にランクイン。[16]（主催：Financial Times社, Statista社）